# C/2013 A1 (Сайдинг Спрінг)
C/2013 A1 (Siding Spring) — одна з гіперболічних комет. Відкрита 3 січня 2013 року Робертом Макнотом. На момент відкриття мала зоряну величину 18,6.